# Sochi Autodrom
Das Sochi Autodrom (russisch Сочи Автодром, wiss. Transliteration Soči Avtodrom), in der Planungsphase Sochi International Street Circuit genannt, ist eine Motorsport-Rennstrecke in der russischen Stadt Sotschi. Am 12. Oktober 2014 fand dort der erste Große Preis von Russland der Formel 1 statt.

## Geschichte

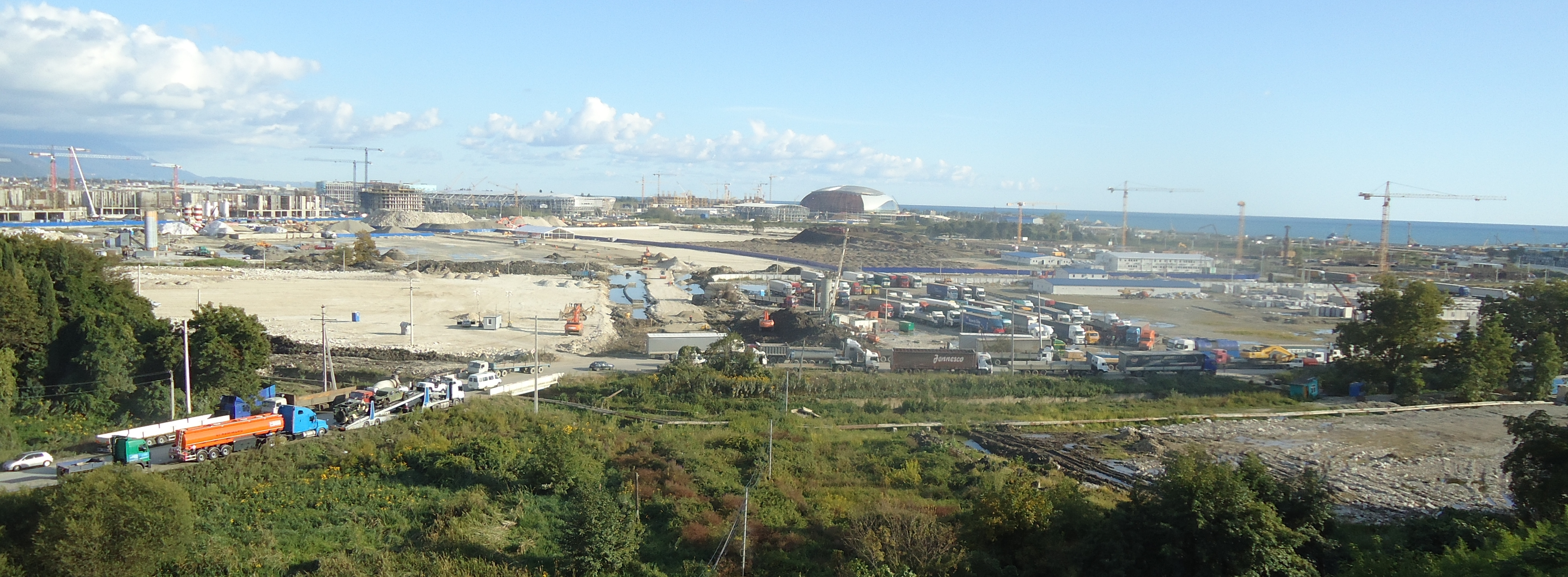
Die Baustelle Oktober 2011

2014 stand die Strecke erstmals im Kalender der Formel 1. Bis zur Verkündung des offiziellen Formel-1-Kalenders im Dezember 2013 gab es immer wieder Gerüchte, dass die Streckenpremiere wegen der im selben Jahr stattfindenden Olympischen Winterspiele auf 2015 verschoben werden könnte. Aus diesem Grund wurde das Architektenbüro gebeten, auf seiner Homepage diese Rennstrecke noch nicht in die gelisteten Projekte aufzunehmen, wo sie auch Ende März 2014 noch nicht aufgeführt war. Während der durch die Olympischen Winterspiele bedingten planmäßigen Baupause von Dezember 2013 bis April 2014 hieß es, die Arbeiten seien zu 91 % ausgeführt. Im August 2014 wurde die Strecke fertiggestellt und am 19. August 2014 von der FIA abgenommen sowie die Streckenlizenz erteilt. Der Vertrag lief vorerst bis 2020.
Das Sochi Autodrom wurde von dem deutschen Streckenplaner Hermann Tilke entworfen. Nachdem eine andere Rennstrecke bei Moskau geplant war, die jedoch aus Finanzgründen nicht verwirklicht wurde, fiel die Wahl auf Sotschi als Standort.

## Daten

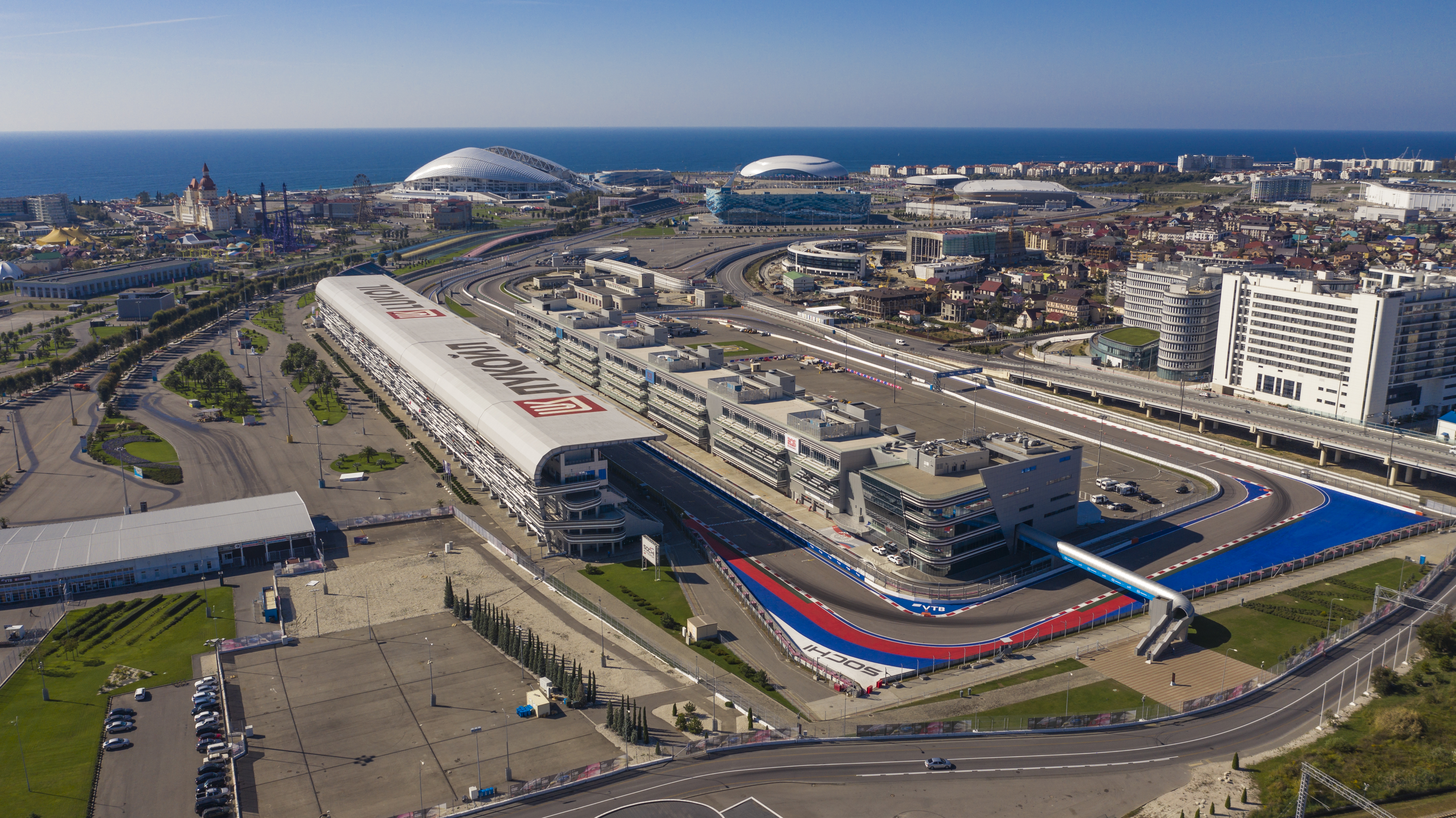
Sotschi Autodrome im Oktober 2018

Der Bau der Strecke kostete mit 260 Millionen Euro deutlich mehr als die ursprünglich veranschlagten 142 Millionen Euro. Der Rundkurs wurde in den Olympiapark integriert, was in einem direkten Gespräch zwischen Bernie Ecclestone und Wladimir Putin ausgehandelt worden war.
Die im Uhrzeigersinn zu durchfahrende Strecke ist 5,853 km lang. Das Premierenrennen fand am 12. Oktober 2014 statt, obwohl dort zu dieser Jahreszeit mit Stürmen und starken Regenfällen zu rechnen war. Allerdings herrschte beim ersten Rennen bestes Herbstwetter. Die Premiere gewann Lewis Hamilton vor seinem Mercedes-Teamkollegen Nico Rosberg und dem Williams-Piloten Valtteri Bottas.

## Alle Sieger von Formel-1-Rennen in Sotschi
| Nr. | Jahr | Fahrer                                                     | Konstrukteur                                               | Motor                                                      | Reifen                                                     | Zeit                                                       | Streckenlänge                                              | Runden                                                     | Ø-Tempo                                                    | Datum                                                      | GP von   |
| --- | ---- | ---------------------------------------------------------- | ---------------------------------------------------------- | ---------------------------------------------------------- | ---------------------------------------------------------- | ---------------------------------------------------------- | ---------------------------------------------------------- | ---------------------------------------------------------- | ---------------------------------------------------------- | ---------------------------------------------------------- | -------- |
| 1   | 2014 | Lewis Hamilton                                             | Mercedes                                                   | Mercedes                                                   | P                                                          | 1:31:50,744 h                                              | 5,848 km                                                   | 53                                                         | 202,347 km/h                                               | 12. Oktober                                                | Russland |
| 2   | 2015 | Lewis Hamilton                                             | Mercedes                                                   | Mercedes                                                   | P                                                          | 1:37:11,024 h                                              | 5,848 km                                                   | 53                                                         | 191,233 km/h                                               | 11. Oktober                                                | Russland |
| 3   | 2016 | Nico Rosberg                                               | Mercedes                                                   | Mercedes                                                   | P                                                          | 1:32:41,997 h                                              | 5,848 km                                                   | 53                                                         | 200,482 km/h                                               | 1. Mai                                                     | Russland |
| 4   | 2017 | Valtteri Bottas                                            | Mercedes                                                   | Mercedes                                                   | P                                                          | 1:28:08,743 h                                              | 5,848 km                                                   | 52                                                         | 206,860 km/h                                               | 30. April                                                  | Russland |
| 5   | 2018 | Lewis Hamilton                                             | Mercedes                                                   | Mercedes                                                   | P                                                          | 1:27:25,181 h                                              | 5,848 km                                                   | 53                                                         | 212,592 km/h                                               | 30. September                                              | Russland |
| 6   | 2019 | Lewis Hamilton                                             | Mercedes                                                   | Mercedes                                                   | P                                                          | 1:33:38,992 h                                              | 5,848 km                                                   | 53                                                         | 198,448 km/h                                               | 29. September                                              | Russland |
| 7   | 2020 | Valtteri Bottas                                            | Mercedes                                                   | Mercedes                                                   | P                                                          | 1:34:00,364 h                                              | 5,848 km                                                   | 53                                                         | 197,697 km/h                                               | 27. September                                              | Russland |
| 8   | 2021 | Lewis Hamilton                                             | Mercedes                                                   | Mercedes                                                   | P                                                          | 1:30:41,001 h                                              | 5,848 km                                                   | 53                                                         | 205,072 km/h                                               | 26. September                                              | Russland |
| –   | 2022 | aufgrund des Russischen Überfalls auf die Ukraine abgesagt | aufgrund des Russischen Überfalls auf die Ukraine abgesagt | aufgrund des Russischen Überfalls auf die Ukraine abgesagt | aufgrund des Russischen Überfalls auf die Ukraine abgesagt | aufgrund des Russischen Überfalls auf die Ukraine abgesagt | aufgrund des Russischen Überfalls auf die Ukraine abgesagt | aufgrund des Russischen Überfalls auf die Ukraine abgesagt | aufgrund des Russischen Überfalls auf die Ukraine abgesagt | aufgrund des Russischen Überfalls auf die Ukraine abgesagt | Russland |

Rekordsieger
Fahrer: Lewis Hamilton (5) • Fahrernationen: Großbritannien (5) • Konstrukteure: Mercedes (8) • Motorenhersteller: Mercedes (8) • Reifenhersteller: Pirelli (8)